# Monte San Gabriele
Il Monte San Gabriele (in sloveno Škabrijel; in friulano S. Gabriêl) è un monte di 646 m della Slovenia occidentale, a 3 km in linea d'aria dalla città di Gorizia.
Si trova attualmente all'interno dell'insediamento di Moncorona (Kromberk) del comune di Nova Gorica. Ai suoi piedi, verso sud-ovest si trova il colle di Santa Caterina (Kekec / Sv. Katarina) di 322 m .

## Storia
Durante la prima guerra mondiale fu un'inespugnabile roccaforte austroungarica, piena di gallerie e trincee. La sua conquista da parte italiana, dopo la presa del Monte Santo, iniziò il 2 settembre 1917.
Il 4 settembre la 2ª Armata italiana, dopo un bombardamento molto intenso, per il quale erano state concentrate nel breve tratto tra il San Gabriele e il San Marco oltre 700 bocche da fuoco di medio e grosso calibro, iniziava l'attacco dell'arco di alture che cinge Gorizia. L'11ª Divisione del VI Corpo dava quindi la scalata alle pendici del San Gabriele, riuscendo a raggiungere la linea di cresta tra la quota 552 e quota 646 (il I reparto d'assalto di arditi conquistò il fortino sommitale e vi piantò la bandiera italiana) e catturando circa 200 prigionieri.
La vetta venne tenuta dagli italiani solo per due giorni, in quanto durante la notte del 6 settembre si scatenò la controffensiva del generale austroungarico Svetozar Borojević von Bojna, obbligando gli italiani a ritirarsi a un centinaio di metri al di sotto della vetta.
Nei giorni seguenti, fino al 10 settembre 1917, il San Gabriele fu teatro di una lotta incessante e sanguinosa. Il Comando della 2ª Armata pensò di poter vincere la resistenza dei difensori del San Gabriele isolandoli con un nutrito bombardamento senza tregua del territorio circostante, dal quale però dovette desistere dopo qualche giorno sia per l'enorme consumo di munizioni, sia per i poderosi lavori di caverne e gallerie costruite dagli austro-ungarici che gli permettevano di resistere senza molte difficoltà.
All'alba dell'11 settembre 1917, poi, tutte le attigue posizioni italiane dalla Sella di Dol (Preval) a Santa Caterina (Kekec / Sv. Katarina) vennero violentemente bombardate dagli avversari. Gli italiani, con diversi scaglioni di fanteria, attaccarono il vicino Col Grande (Veliki Hrib) e il San Gabriele, e dopo un primo indietreggiamento, riuscirono a ristabilire la situazione. Il giorno seguente il contrattacco austro-ungarico si estese anche allo stesso San Gabriele, la cui cima fu conquistata dall'una e dall'altra parte nove volte in cinque giorni: durante l'attacco, condotto prima con un massiccio bombardamento di artiglieria (45.000 proiettili di medio e grosso calibro sparati in poche ore) e poi con la fanteria ungherese, furono uccise 17 000 persone.
Verso la fine della seconda guerra mondiale, nel gennaio 1945, vi furono sia sulle sue pendici sia sulla sua cima dei combattimenti, nella cosiddetta “Battaglia di Tarnova”, tra i battaglioni della Xª Flottiglia MAS e dei battaglioni Mussolini dei bersaglieri da una parte e quelli del IX Korpus jugoslavo dall'altra, inquadrati nel delicato scacchiere per la presa di Gorizia.